# Шарганска осмица
Шарганска осмица је музејско-туристички комплекс пруга узаног колосека, у власништву Музеја железнице Србије, од 600mm и 760mm, Мокре Гора - Шарган Витаси, обновљене деонице некадашње пруге Ужице - Вишеград - Сарајево, којом саобраћа музејски воз „Носталгија”, у летњој сезони од априла до октобра и зимској од 25. децембра до 25. јануара. Пруга је категорисана као музејско-туристичка пруга 501. Ревитализација и обнова брдске деонице некадашње пруге узаног колосека завршена је 2003. године, а први воз, са музејском парном локомотивом ознаке ЈЖ 83—173, кренуо је да превози туристе и љубитеље железнице 1. септембра 2003. године. Током летње сезоне превезе се у просеку око 70 хиљада туриста.
Музејска железница пролази кроз законом заштићен парк природе Мокра Гора и Шарган, који се налази на тромеђи падина Златибора, Таре и Златара са чијег врха „Голо брдо“ од 1627 м се пружа поглед према кањону реке Увац познатог по једном од највећих одрживих станишта белоглавог супа, који се налази на државном грбу, као и на логу националне авио-компаније „Ер Србије“. На Камишној реци која извире на златиборском врху Вијагор (1281м) и која даље кривудаво тече према Мокрој Гори налази се водопад Велики скакавац висок 25 метара чиме дели осмо место највиших водопада у Србији (Фото:Велики скакавац). Недалеко од станице Мокра Гора смештено је филмско село у етно стилу прослављеног светског редитеља Емира Кустурице названог Дрвенград са погледом на станицу и пругу шарганске осмице. Мокра Гора је спојена пругом, 2011. године, са Вишеградом чије знаменитости представљају стари камени мост из 1577. године, као и Каменград подигнут у част нобеловца Иве Андрића (Видео:Андрић Град).
Недалеко од музејске железнице Шарганске осмице налази се Ужице на чијим обалама реке Ђетиње је смештена Музејска хидроелектрана из 1900. године, прва у Србији и једна од најстаријих у свету очуваних централа, направљена по Теслином принципу наизменичне струје, која је и данас оспособљена да производи електричну енергију из својих музејских „сименс-халске“ генератора. Зачетник очувања технолошких културних добара, основаног 1990. године, је Одељење узаних пруга Пожега – Железничког музеја Србије у Београду, који се налази у оквиру станице Пожега на електрифицираној линији нормалног колосека Београд – Ужице – Јужни Јадран.
На траси музејске железнице Шарганске осмице могуће је боравити више дана јер се у склопу железничких станица налазе смештајни и угоститељски објекти.

## Изградња три пруге

### Сарајево - Вишеград - Добрун
Аустроугарске власти су из војно-стратешких разлога започеле градњу пруге уског колосека ширине 760 мм, Сарајево - Добрун, у јесен 1902. године. Укупна дужина трасе износила је 167 километара, са минималним пречником кривине 200 метара, од Сарајева са 530 метара надморске висине, преко Бистрика, Довлића, Пала, Корана, Стамболчића, Сјетлине, Праче, Реновице, Устипраче и Међеђе. Овде се пруга раздвајала уз долину Лима, а други крак водио је према Вишеграду и Добруну, где је била државна граница Аустроугарске царевине и Србије. Од Сарајева, траса је прво ишла долином Миљацке, на планину Романију, потом долином реке Праче, од Устипраче, долином реке Дрине, од Вишеграда долином реке Рзаве до Вардишта. Пруга се пење уз успон од 18 промила, до вододелнице Стамболчић, на висинску коту 939,8 метара, која је била највиша тачка пруге на простору будуће Југославије грађене за јавни саобраћај. Ова пруга је имала 99 тунела, укупне дужине скоро 13 километара, што је чинило 8 одсто од дужине целе пруге, а најдужи тунел је био на улазу у станицу Стамболчић 851,6 метара. Након 4 године градње пруга је отворена целом дужином 4. јула 1906. године.

### Сталаћ - Ужице - Вардиште
У међувремену, српске власти, су започеле у јуну 1903. године теренске радове на трасирању пруге Сталаћ - Ужице - Вардиште, а до краја године били су завршени све четири предвиђене секције након чега се приступило планирању. Пруга уског колосека 760 мм, Сталаћ - Ужице - Мокра Гора, почела је са градњом 1907. године. Део Крушевац - Врњци (34,6 км) предат је 3. јуна 1910. године. У току 1911. године био је израђен доњи строј на делу Краљево - Чачак и обављени сви земљани радови на траси до Ужица. Део Краљево - Чачак пуштен је 2. априла 1912. године. Највише је каснио део Чачак - Ужице због потпуног мењања трасе у дужини од 20 километара кроз Овчарско-кабларску клисуру (Чачак - Овчар бања). Пруга Сталаћ - Ужице је завршена 1912. године непосредно пред почетак Првог балканског рата. Први воз у Ужице стигао је 16. јуна 1912. године. Након 5 година градње свечани воз у Ужице довезао је машиновођа Слободан Савић, бивши машински бравар. Пруга Ужице - Сталаћ имала је дужину 167,8 километара. Након Балканских ратова власти су отпочеле са градњом пруге Ужице - Мокра Гора - Вардиште где је била државна граница Србије и Аустроугарске царевине. Међутим, нови замах у изградњи и коначном спајању пруге прекинуо је Први светски рат.

### Шарганска осмица
Пре пруге, на том потезу су се сударале више пута две војске, српска и аустроугарска, да би у јесен 1915. године била извршена Велика инвазија три Царевине након које је Србија била окупирана. У пролеће 1916. године окупационе власти су отпочеле радове на изградњи пруге Вардиште - Ужице, коју су планирали аустроугарски инжињери на челу са Хугом Кајнцлом. Радови су од Вардишта добро напредовали и изграђено је 9 километара доњег строја пруге до подножја Шарган. Међутим, проблеми у изградњи су се појавили управо у савлађивању масива Шарган. Најдужи тунел су копали испод брда Будим на Шаргану када се десила велика несрећа у тунелу. Услед одрона камена затрпана је цела смена од око 200 радника након чега су радови на прузи прекинути. Страдали су италијански и руски заробљеници.
По завршетку Првог светског рата приступило се довршењу преостале деонице железничке пруге Ужице - Шарган - Мокра Гора на линији Сталаћ - Вардиште. Претходни пројекти су усаглашени са избором извођачке варијанте, па је у пролеће 1919. године Министарство саобраћаја наредило, да се на основу тога пројекта настави градња железнице Ужице – Вардиште. Посао је водила Дирекција за грађевине у Сарајеву а пројекат ове пруге урадили су инжињери: Хуго Кајнцл руководилац извођачког пројекта, затим Ранисав Аврамовић, Милорад Миливојевић, Васа Марковић, Андра Станић, Станислав Соботка, Никола Ђурић и Миливоје К. Борисављевић.
Међутим, проблем за инжињере у савлађивању Шаргана, односно на израду трасе висинске разлике између мокрогорске котлине и Шарганског превоја је био веома компликован и тежак. Тај проблем су коначно решили чувеном шарганском „осмицом“ (8).
Пруга преко Мокре Горе, Јатаре и кроз планински масив Шаргана је грађена од 1921. до 1925. године. Изградња пруге је започела 1. марта 1921. године. Али, због слабог напредовања у радовима, министарство саобраћаја је донело одлуку, октобра 1921. године, да се упосле за грађевинске радове предузећа путем лицитације. Посао за извођење радова су добила два предузећа „Плавшић“ и „Феникс“. Рок градње био је 24. април 1924. године. Предузеће „Феникс“ је радило на деоници од Ужица до Кремана дугу 30 километара, односно до Витаса, коју је успешно окончало највише заслугом свог техничког директора Боре Раденковића. Међутим, због девалвације динара и кривицом Дирекције за грађевине предузеће „Феникс“ није могло да испоштује предвиђени рок градње 24. април 1924. године, који им је прво продужен до 30. јуна а потом до 30. јануара 1925. године. Вест о састављању шина на прузи је стигла 4. новембра 1924. Првобитна лицитациона цене деонице Ужице - Шарган од 35,8 милиона динара се попела на крају на 93,4 милиона динара. Радовима на овом делу пруге су руководили шефови секције инжињери: Миливој Рашковић, Никола Ђурић и Нико Мартиновић.
Од Шаргана до Мокре Горе, заједно са тунелом испод Шаргана, градња је поверена предузећу Николе Плавшића. Предузеће „Плавшић“ је на месту, из правца Вардишта, где су окончани претходни радови на 9 километру (то место се и данас зове Девети километар), у долини реке Камешине, отворило велико градилиште са изграђеним баракама за смештај радника. Предузеће Плавшић имало је машине за дробљење камења, справљање песка, пилану и бројне зграде за складиштење и становање. „Плавшић“ је саградио велику жичану железницу која је имала три крака, до највећег тунела на Шаргану у дужини од 1825 метара, друга, до станице Јатаре дужине 1926 метара и трећа траса је ишла до тринаестог километра у долину реке Камешине дужине 1400 метара, што је све скупа износило 4491 метар. Ова жичана железница је била капацитета 5 вагона на сат или 40 вагона дневно и њоме је превучено око 12.000 вагона грађевинског материјала. Највећи тунел кроз Шарган планину је пробијен 23. децембра 1922. Међутим, због великих припремних улагања када је требало да започне обимне радове на изградњи трасе пруге, предузеће Плавшић, је остало без новчаних средстава и доспело пред банкрот. Дирекција за грађевине је после бројних опомена одузела посао предузећу 13. јула 1923. године.
Одмах по одузимања дозволе за радове од предузећа Плавшић, министар саобраћаја основао је 23. августа 1923. године одбор, који је обавио радове на повереној траси дугој 22,8 километара. Траса ове пруге ишла је од Ужица долином реке Ђетиње све до Шаргана, не рачунајући делимично скретање од ове реке у креманској котлини. На овом делу максимални успон износио је 14 промила. Од станице Шарган–Витаси до Котромана инжењери су успешно решили висинску разлику на траси пруге између ове две крајње тачке (тунел Шарган 808, - тунел Балван 453) од 355 метра, са максималним успоном пруге од 18 промила. На уздужном профилу трасе пруга је полазила из Ужица са 404 метара надморске висине, у Стапарима је била на 521 метара надморске висине, Врутцима 584 м, Биосци 636 м, Кремнима 743 м, у железничкој станици Шарган –Витаси 806 м, и највећу висину је имала у најдужем шарганском вододелничком тунелу – 808 м надморске висине, да би се на Јатарама спустила на 701 м, у Мокрој Гори 567 м. Траса је била дуга 57,9 километара, и то: Ужице–Стапари 8,9 км, Стапари–Врутци 5,5, Врутци–Биоска 7,5, Биоска–Кремна 8,1 и Кремна–Шарган Витаси 5,0 км. Дужина пруге Шарган-Витаси – Мокра Гора износи 15,5 км и до Вардишта 7,4 км, што укупно износи од Ужица до Вардишта 57,9 километара. Свечано је пуштена у рад 25. јануара 1925. године. 
Воз је пругом саобраћао тачно 49 година и 25 дана од Ужица, преко Шарганског превоја према Вишеграду и даље према мору и Дубровнику (Документарни ТВ филм:Било једном у Обреновцу: Воз „Ћира“). Тада се у парном возу „Ћира“ у дрвеним вагонима на релацији Београд – Сарајево – Дубровник путовало 24 часа. На почетку је између Ужица и Вардишта било застоја, јер су се „србијанске локомотиве 'Американке'” показале као „незгодне” и с недовољним капацитетом за саобраћај на уским пругама, па је у Вишеграду стално било неколико десетина вагона који су чекали на отпрем.
У јулу 1938. године пуштен је на прузи уског колосек 0,760 м у саобраћај први моторни воз, који је ову релацију прелазио за невероватних 16 часова и 30 минута. Због брзине од 60 км/ч био је познат у јавности као „Луди Сарајлија“, или „Спахинац“ (Мехмед Спахо је био министар саобраћаја). Станице на којима се воз заустављао биле су: Београд, Лајковац, Ужице, Сарајево, Мостар, Хум и Дубровник. У лето 1937. поручено је седам композиција таквих возила. Моторни возови имали су троја кола: два крајња кола моторна и једну приколицу у средини. Моторна кола имала су по 33 седишта II класе а приколица 23 седишта I класе и један одељак за бифе. Из Дубровника воз је полазио сваког дана у 5 часова и 35 минута а у Београд је стизао у 22 часа и 14 минута. Из Београда је стизао у Груж свако вече у 23 сата и 4 минута. 
У осврту након пола године рада, оцењено је да је ова туристичка линија оправдала очекивања удобности и тачности али да је број путника мали — од могућих око 70 путника, „обично се не вози више од тридесетак”, нарочито зими. То је објашњено необавештеношћу и високим ценама вожње — воз је имао само прву и другу класу. У новом реду вожње од маја 1940. више није било моторних возова на прузи Београд—Сарајево (тј. Дубровник), с образложењем да је потрошња нафте ограничена. Дубљи разлози су били то што је у аграрној земљи 80% путника користило трећу класу, тако да је воз без исте сматран луксузом; возови нису имали места за пртљаг, потребан онима који иду у летовалишта; време путовања од „17 часова” није дозвољавало возни ред са „згодним” временима поласка и доласка, тако да воз нису користили ни пословни путници.
Код Јатара се 3. априла 1938. догодила несрећа, када је на изласку из тунела воз налетео на стену - погинуло је седам лица. Већ 20. априла је дошло до новог налетања на одрон, када су оштећени локомотива и два вагона, а није било жртава.
28. фебруара 1974. воз је заједно са свим пругама уског колосијека укинут, јер су стручњаци процијенили да је неисплатив.

## Музејска железница
24 године касније, на иницијативу житеља овог краја и на пристанак ЖТП Београд, започета је реконструкција пруге. Комплекс "Шарганска осмица" је пројектован у Саобраћајном институту ЦИП и обухватао је обнављање пруге уског колосека, израду коначишта, као и техничке инфраструктуре. Из Одељење узаних пруга Пожега – Железничког музеја Србије у Пожеги довучени су вагони и локомотива, па је „ћира“, како га народ прозвао, на делу трасе кренуо са радом годину дана касније, а на читавој обновљеној дионици од 15,5 километара 2003. године. Осим пруге и већи број старих локомотива и вагона су заштићени као споменици техничке културе (14 експоната са статусом културних добара), што овај простор чини јединственим музејом на отвореном и изузетном туристичком атракцијом.
Воз пролази преко пет мостова и кроз 22 тунела, укупне дужине 5.445 метара, и стаје на четири железничке станице:
- Мокра Гора
- Јатаре
- Голубићи
- Шарган Витаси

Железничка станица Мокра Гора на траси Шарганске осмице на линији Вишеград - Ужице је имала три колосека, други колосек је био пролазни. Станица је имала водопојник и јаму за чишћење локомотива, као и станични магацин. Јатаре није била железничка станица већ укрсница, имала је два колосека, други је био пролазни а имала је и извлачњак који се користио за паркирање локомотива које су потискивале возове, јер од ове станице према станици Шарган Витаси је највећи успон од 18 промила. На овој станици никада ни једна карта није продата. За потребе филма Живот је чудо направљена је станица Голубићи која се данас користи као туристичка атракција. Код станице Голубићи се налази видиковац „Крст“ са кога се пружа поглед на „два тунела“. Станица Шарган Витаси је имала четири колосека као и тријанглу за окретање локомотиве, а које су користиле потискујуће локомотиве. Ова станица је била на највишој надморској висини од 806 метара изнад мора, на прузи Ужице - Вишеград. Одмах иза станице у правцу Јатара налази се највећи тунел „Александар I“ са 1666 метара дужине и био је најдужи тунел на прузи уског колосека Београд - Сарајево.Тунел је пресецао вододелницу слива Западне Мораве и реке Дрине. Од станице Шарган Витаси према станици Јатаре је и највећи пад од 18 промила, а према станици Кремна тај пад је 14 промила. У станици се налазила и јама за чишћење локомотива. Генералним планом ревитализације коридор Шарганске пруге од Шарган - Витаса до Мокре Горе у дужини 15,5 км и у ширини пруге од 100 м на отвореним деоницама, односно у зонама станица и стајалишта, заштићен је планским наменама и
садржајима у функцији туризма, одмора и рекреације. Ову туристичка атракцију годишње посјећује велики број људи возећи се овом јединственом пругом уског колосијека у Европи.
Септембра 2011. године је ова пруга продужена све до Вишеграда и успостављена је редовна линија Мокра Гора—Вишеград. Намера је да се ускотрачна пруга продужи до Ужица, на тај начин достижући дужину од око 50 км.
6. Априла 2023. Године путнички вагон број 2 повезан са бројем 1 су се откачили са композиције, Није било повређених.

### Галерија
|  |  |  |
|  |  |  |

|  |  |  |
|  |  |  |

## Остале знаменитости
Тридесет километара од Мокре Горе, кроз Бранешко поље пролази друмски коридор Е-763 и железничка пруга Београд – Јужни Јадран. На Мокрој Гори се налази лековито врело Беле Воде, који је добро уређено, а поред лековитих извора уређени су и одговарајући простори Музеј добара техничке културе на отвореном, који поред железнички возила садржи и низ грађевинских машина на парни погон, као и Клуб завичајног удружења Мокрогораца. На подручју Мокре Горе на брду Мећавник са погледом на железничку трасу Шарганске осмице налази се етно село Дрвенград прослављеног светског редитеља Емира Кустурице. Дрвенград је почео да се гради 2002. године у сарадњи са УНИЦЕФ-ом, лежи на 700 метара надморске висине и заузима простор на 3.200 квадратних метара.

## Куриозитети
- Дио шина који прави „осмицу“ дуг је само 2,7 километара, а због стрмог терена на цијелој траси има чак 22 тунела од којих је шаргански најдужи.
- На станици Јатаре, у планинском беспућу, нико никада није купио карту. Ту нити је ко ушао, нити ко из воза изашао.
- Према предању Митар Тарабић је предвидео да ће се користити и да неће путовати „путници ради посла и потребе него људи од забаве сербез одморишта и уживанције“.